# Yang Yang (natation)
Pour les articles homonymes, voir Yang Yang.
Yang Yang, né le 21 janvier 1997, est un nageur handisport chinois. Il a remporté 4 médailles d'or aux Jeux paralympiques d'été de 2012.